# Івонка Сурвілла
Іво́нка Шиманець, у шлюбі Сурвілла (біл. тарашк. Івонка Сурвілла (Шыманец); нар. 11 квітня 1936, Стовбці, Стовбцівський повіт, Новогрудське воєводство, Друга Польська Республіка) — діячка білоруської еміграції, чинна голова Ради БНР у вигнанні (з 1997 року).

## Біографія
Народилася 11 квітня 1936 року в Стовбцях (сучасна Білорусь), її батько Володимир Шиманець був міністром фінансів у Раді БНР у вигнанні під керівництвом Васіля Захаркі.
У 1944 році сім'я виїхала в еміграцію, спочатку — у ФРН, згодом у Данію, Францію і Іспанію. Закінчила Мистецьку школу в Парижі, а згодом, у 1959 році, — мовознавче відділення Сорбонського університету.
З 1969 року й понині мешкає в Канаді.
У 1958—1965 роках працювала в білоруській редакції Іспанського національного радіо.
У 1969—1997 роках була англо-французькою перекладачкою у Федеральному уряді Канади.
У 1989 році організувала Канадський Фонд допомоги жертвам Чорнобильської катастрофи в Білорусі, залишаючись його керівницею аж до обрання на посаду Голови Ради БНР.
З 1997 року голова Ради БНР.

## Особисте життя
У книзі «Дорога» (2018) Івонка Сурвілла розповідає історію свого життя та відповідає на запитання щодо 100-річчя проголошення БНР.
Займалася живописом, брала участь у мистецьких виставках. 
Одружена з Янкою Сурвілла. Донька ― Павліна Сурвілла ― етномузикологиня та художниця.
Є поліглоткою: знає білоруську, французьку, іспанську, англійську, німецьку, данську, латинську, норвезьку, польську мови.

## Нагороди
- Медаль Діамантового ювілею королеви Єлизавети II (Велика Британія; 2013)[1]
- Орден Погоні
- Медаль «100 років БНР»
- Медаль Франциска Скорини (21 лютого 2024)[2]
- Хрест Відродження Білорусі (15 квітня 2024)[3][4]